# Wilton Park
Wilton Park war von Januar 1946 bis Juni 1948 ein englisches Umerziehungslager für deutsche Kriegsgefangene und später auch ausgewählte Deutsche aus der britischen Besatzungszone. Gegründet wurde es auf Initiative von Winston Churchill bei Beaconsfield (Buckinghamshire). Churchill hatte 1944 dazu aufgerufen, nach dem Ende des Zweiten Weltkriegs in Deutschland eine Demokratie einzurichten.
Wilton Park wurde am 12. Januar 1946 zunächst als so genanntes weißes Lager für deutsche Kriegsgefangene eingerichtet, die als zuverlässig im Sinne von antinationalsozialistisch eingestuft worden waren und über die notwendigen intellektuellen Fähigkeiten verfügten,   langfristig im Nachkriegs-Deutschland mit den Briten zu kooperieren.  Die Absolventen sollten als überzeugte Demokraten nach der Rückkehr in die Heimat als Multiplikatoren wirken. Bei den Inhalten wurde ein wichtiges Gewicht auf die Zeitgeschichte gelegt. Zudem wurden Debattierkurse ins Leben gerufen und Argumentationsmuster für freie Diskussionen eingeübt. Bis Juni 1948 nahmen 4500 deutsche Kriegsgefangene an den anspruchsvollen akademischen Kursen teil.
Neben Kriegsgefangenen nahmen seit 1947 auch ausgewählte Deutsche aus der britischen Zone, wie zum Beispiel Ralf Dahrendorf oder Wolfgang Abendroth, an den Lehrgängen teil, vor allem Männer, aber auch Frauen des öffentlichen Lebens, also Journalisten, Partei- und Gewerkschaftsfunktionäre oder Pädagogen. Die Einladung durfte als Auszeichnung angesehen werden und war somit eine Referenz für den weiteren Werdegang. Zu den Teilnehmern gehörte auch Willi Brundert, später Oberbürgermeister von Frankfurt am Main, und der spätere langjährige Frankfurter Kulturdezernent Hilmar Hoffmann.
Neben Wilton Park gab es andere Lager, z. B. das Norton Camp, das schon Mitte 1945 begann, Volksschullehrer und Theologen auszubilden. Die Bildungsarbeit dieses Lagers wurde vom YMCA geleitet. In diesem Lager wurden zudem ab 1946 sämtliche Abiturprüfungen in den englischen Lagern unter dem dafür beauftragten Leiter Willi Lassen abgehalten.

## Wilton Park heute
1948 wurde Wilton Park zu einer deutsch-britischen Tagungsstätte. Wilton Park ist seither eine gemeinnützige unabhängige Hochschuleinrichtung. Gegenwärtig ist Farhan Nizami Vorsitzender des beratenden Ausschusses von Wilton Park. Die Einrichtung Wilton Park wurde nach 1951 verlegt nach Wiston House in Sussex. 1957 wurde der Verein zur Förderung von Wilton Park in München gegründet; Gründungsvorsitzender war Karl Weishäupl.
Die Einrichtung erhielt ihren Namen nach Wilton Park Estate, nahe Beaconsfield in Buckinghamshire, wo während des Krieges ein Verhörzentrum eingerichtet worden war. Der Standort Wilton Park war ab 1948 eine Behörde des britischen Foreign Office. Heute ist das Wilton Park Estate in Gebrauch als Sprachenschule der Defence School of Languages des britischen Verteidigungsministeriums.